# Hohenhameln
Hohenhameln ist eine Gemeinde im Landkreis Peine in Niedersachsen (Deutschland).

## Geografie

### Gemeindegliederung
Die Gemeinde Hohenhameln besteht aus folgenden Ortsteilen:
- Bierbergen
- Bründeln
- Clauen
- Equord
- Harber
- Hohenhameln
- Mehrum
- Ohlum
- Rötzum
- Soßmar
- Stedum-Bekum

## Geschichte
Der Name Hohenhameln ist vermutlich zurückzuführen auf „Hoher Hagen“, was „mit einer hohen Hecke eingefriedetes Gelände“ bedeutet.
Um 1280 wurde der Ort Hamelen genannt. Die Edelherren von Meinersen gaben um diese Zeit aus ihrem Eigenbesitz 1 ½ Morgen als Lehen an Johannes von Wedtlenstedt.
Am 1. März 1974 wurden im Zuge der Gebietsreform in Niedersachsen die bis zu diesem Zeitpunkt selbstständigen Gemeinden Bierbergen, Bründeln, Clauen, Equord, Harber (bis dahin im Landkreis Burgdorf), Hohenhameln, Mehrum, Ohlum, Rötzum, Soßmar und Stedum (inkl. Siedlung Bekum) zur neugeschaffenen Einheitsgemeinde Hohenhameln zusammengefasst.
Nachdem die Gemeinde Bekum in den 1960er Jahren mit Stedum fusioniert worden war, verschwand deren Name für rund 50 Jahre von der politischen Landkarte. Seit der Gebietsreform der 1970er Jahre bildeten beide Dörfer die Ortschaft Stedum innerhalb der Gemeinde Hohenhameln. Erst zum 1. Januar 2016 wurde die Ortschaft in Stedum-Bekum umbenannt.

## Politik

### Gemeinderat
Der Rat der Gemeinde Hohenhameln besteht aus 24 Ratsfrauen und Ratsherren. Dies ist die festgelegte Anzahl für eine Gemeinde mit einer Einwohnerzahl zwischen 9001 und 10.000 Einwohnern. Die 24 Ratsmitglieder werden durch eine Kommunalwahl für jeweils fünf Jahre gewählt. Die aktuelle Amtszeit begann am 1. November 2021 und endet am 31. Oktober 2026.
Stimmberechtigt im Rat der Gemeinde ist außerdem der jeweilige hauptamtliche Bürgermeister.
Die Kommunalwahl 2021 ergab die folgende Sitzverteilung (Veränderung zur Kommunalwahl in Niedersachsen 2016):
- SPD: 11 Sitze (±0)
- CDU: 7 Sitze (−1)
- GRÜNE 2 Sitze (±0)
- FDP: 3 Sitz (+1)
- Parteilos 1 Sitz (±0)

### Bürgermeister
Hauptamtlicher Bürgermeister der Gemeinde Hohenhameln ist Uwe Semper (SPD). Bei der Bürgermeisterwahl am 26. September 2021 siegte er in der Stichwahl mit 54,4 % gegen Anja Böttcher (CDU). Die Wahlbeteiligung lag bei 71 %. Semper trat seine Amtszeit am 1. November 2021 an.
Bis zum 30. November 2021 war der Hauptamtliche Bürgermeister der Gemeinde Hohenhameln Lutz Erwig (SPD). Bei der Bürgermeisterwahl am 25. Mai 2014 wurde er als Amtsinhaber mit 63,6 % der Stimmen wiedergewählt. Die Wahlbeteiligung lag bei 60,1 %. Erwig trat seine letzte Amtszeit am 1. November 2014 an.

### Wappen
Das Wappen der Gemeinde Hohenhameln zeigt in Gold einen doppelt behelmten Kirchturm mit Spitzenkreuzen auf Kugeln (Dorfkirchturm).
Das Wappen von Hohenhameln ist angelehnt an die beiden Spitzen auf einem Turm der evangelischen Kirche in Hohenhameln.

### Wappen der Ortsteile

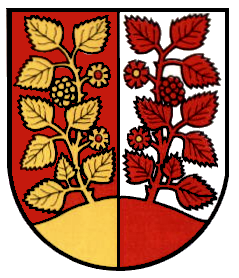
Bierbergen
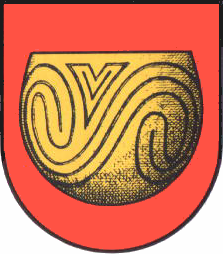
Bründeln
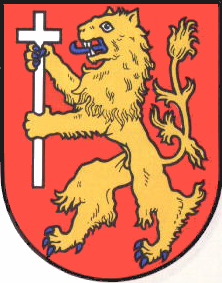
Clauen
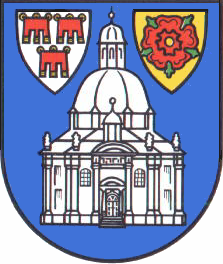
Equord
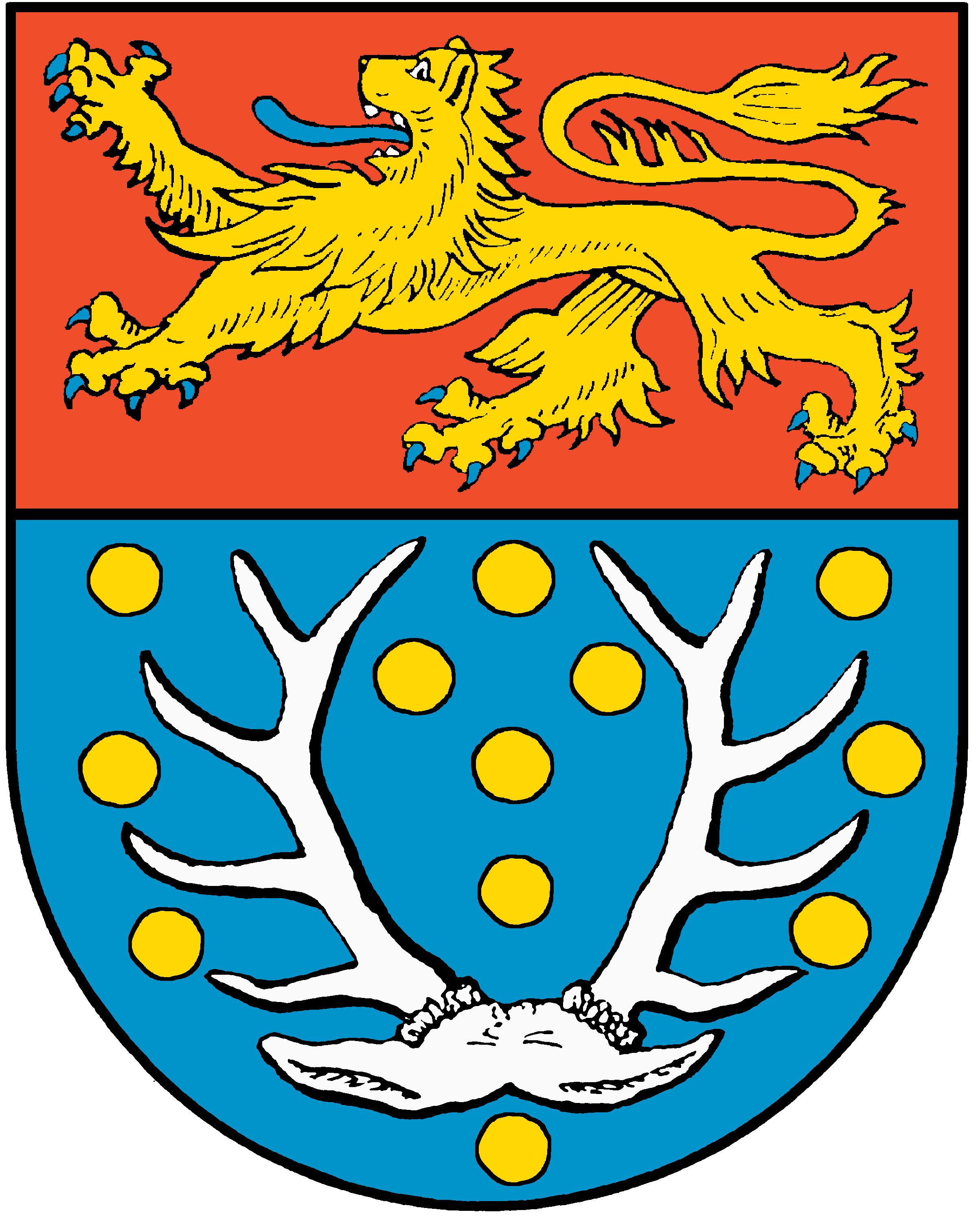
Harber
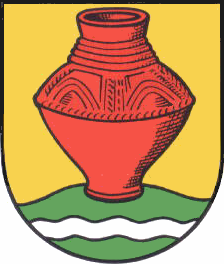
Mehrum
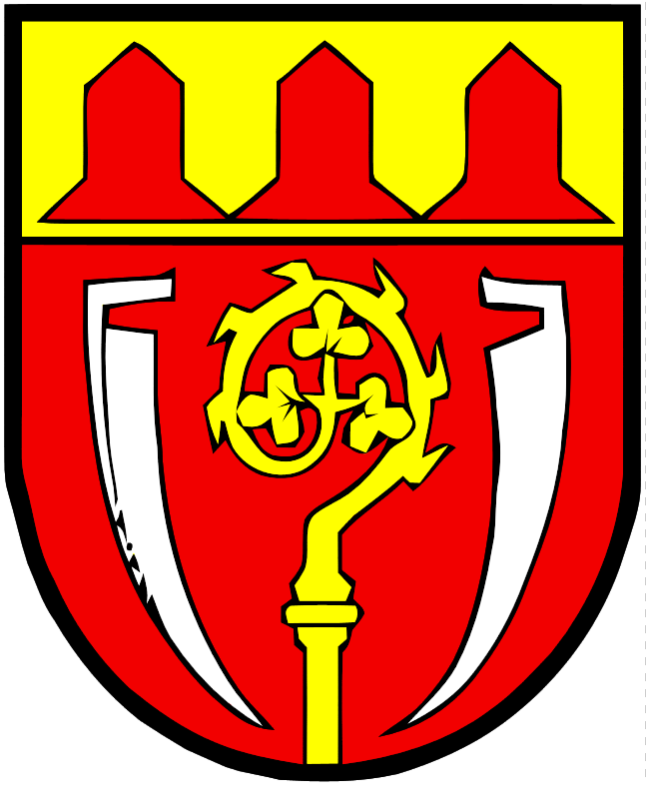
Ohlum
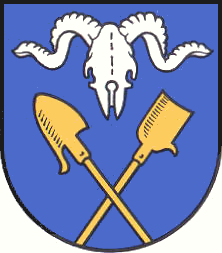
Rötzum
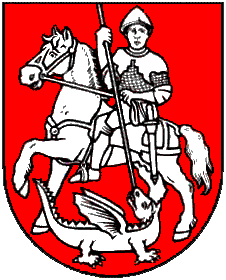
Soßmar
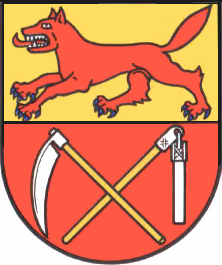
Stedum-Bekum

### Ortsrat
Der Ortsrat, der den Ortsteil Hohenhameln der gleichnamigen Gemeinde vertritt, setzt sich aus fünf Mitgliedern zusammen. Die Ratsmitglieder werden durch eine Kommunalwahl für jeweils fünf Jahre gewählt.
Bei der Kommunalwahl 2021 ergab sich folgende Sitzverteilung:
| Ortsrat 2021Insgesamt 9 Sitze - SPD: 4 - Unabh.: 1 - FDP: 1 - CDU: 3 |

### Ortsbürgermeister
Der Ortsbürgermeister von Hohenhameln ist Carsten Liebner (SPD). Sein 1. stellvertretender Ortsbürgermeister Daniel Schrader (CDU) und 2. stellvertretender Ortsbürgermeister Jan Wouter van Leeuwen (FDP).

### Gemeindepartnerschaften
Die Partnerstädte bzw. -gemeinden von Hohenhameln sind:
- Unisław in Polen
- Loppersum in den Niederlanden
- Brandis in Sachsen
- Verwaltungsgemeinschaft Kötzschau in Sachsen-Anhalt (bis zum 30. September 2006; zum 1. Oktober 2006 wurde die VG aufgelöst)
- Leuna und dessen Stadtteil Kötzschau in Sachsen-Anhalt[12]

## Kultur und Sehenswürdigkeiten

### Bauwerke
- Die evangelisch-lutherische St.-Laurentius-Kirche der Ortschaft Hohenhameln ist mit ihren zwei Turmspitzen das Wahr- und Wappenzeichen des Ortes und der Gemeinde Hohenhameln.
- Die römisch-katholische St.-Laurentius-Kirche wurde 1913 geweiht.
- St. Johannes (Stedum)
- siehe auch: Equord, Mehrum

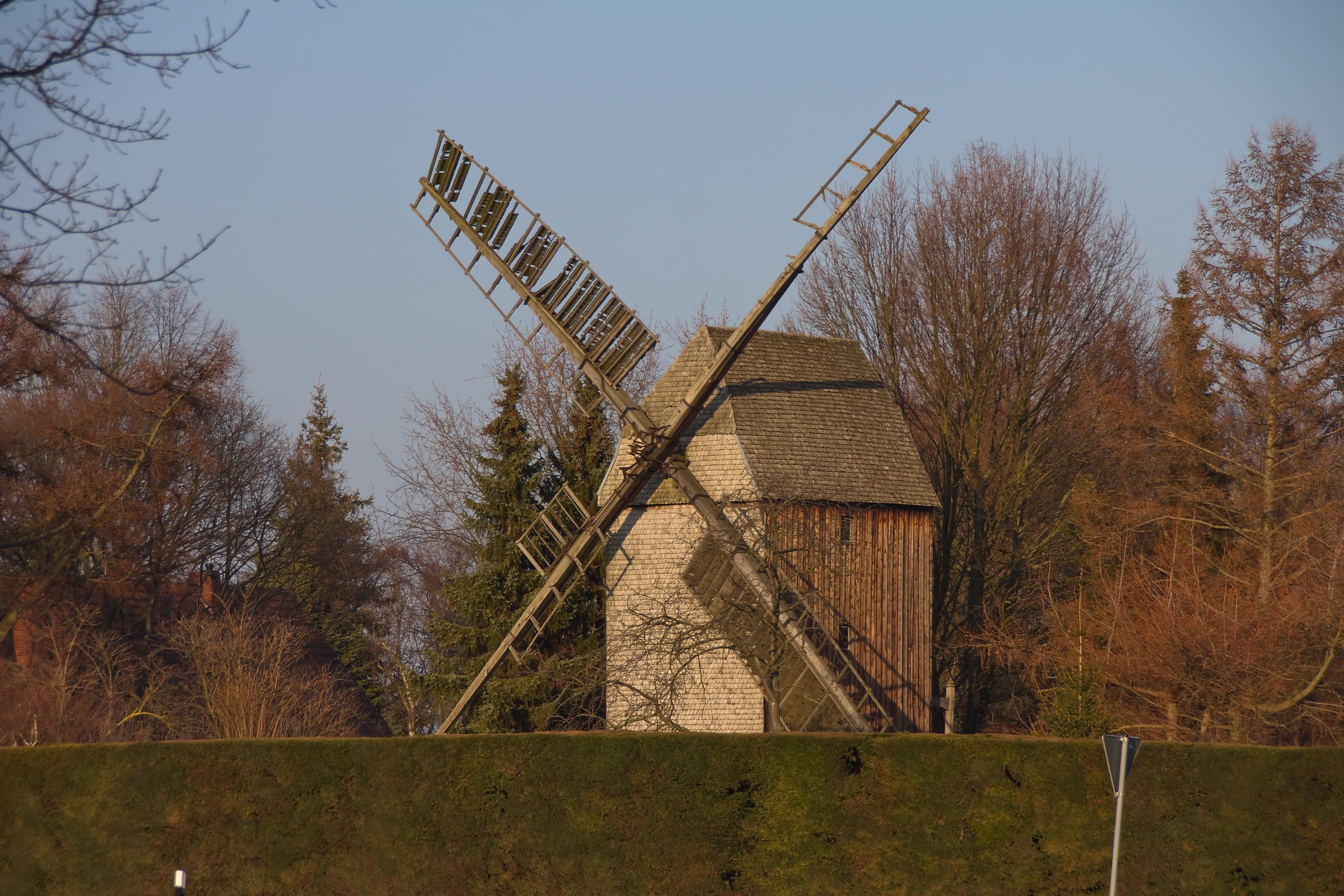
Windmühle an der Harberstraße
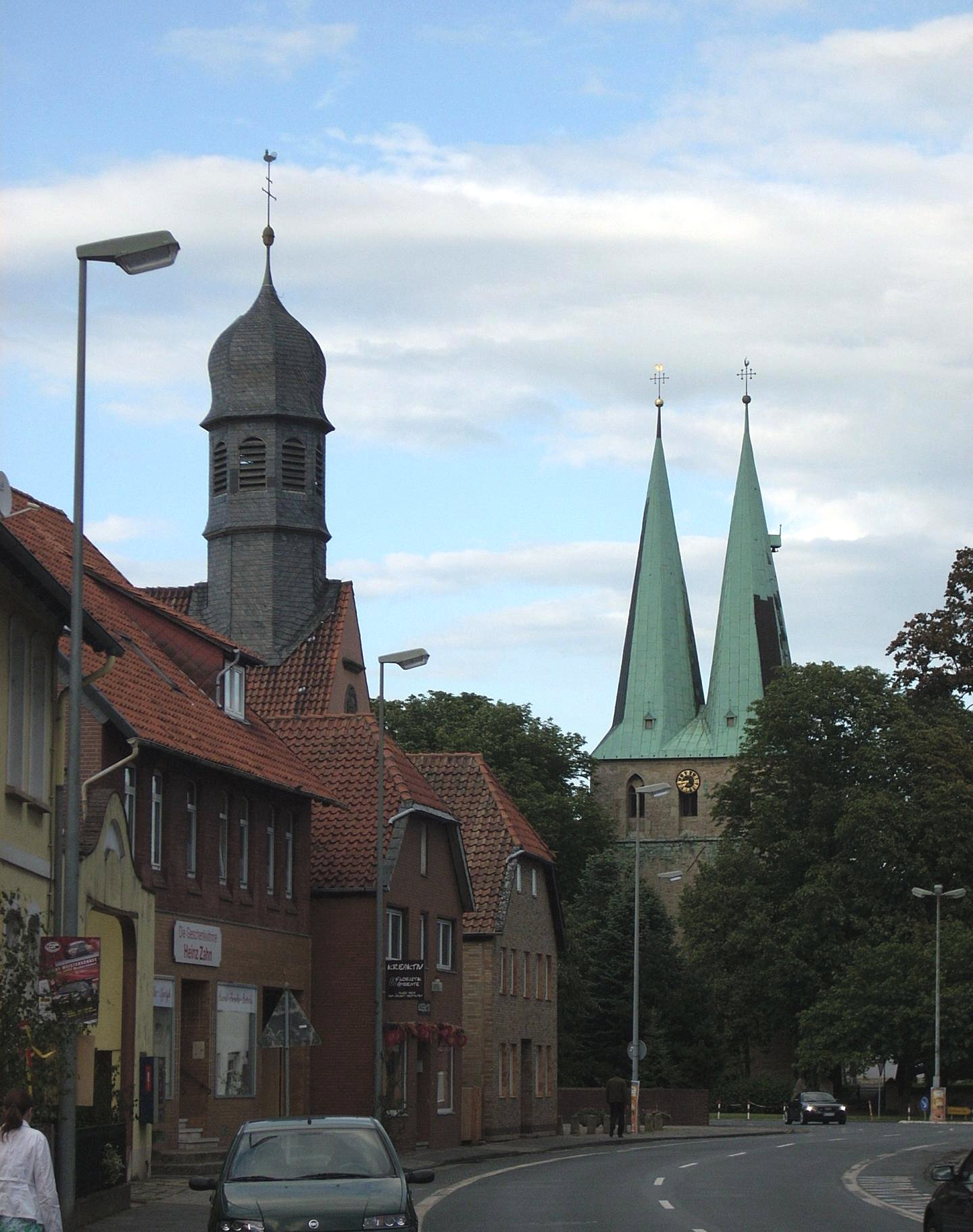
Ortskern
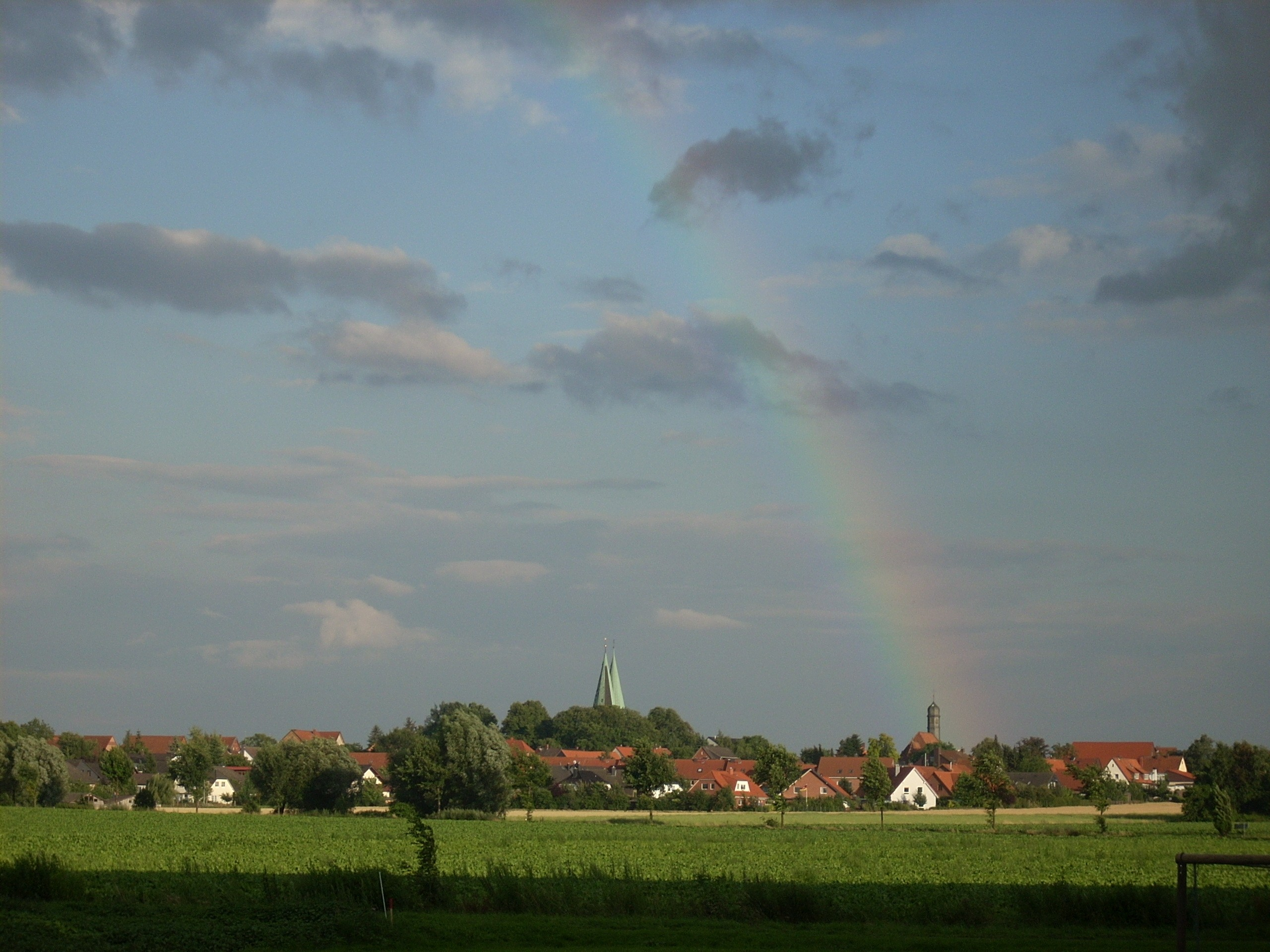
Regenbogen über Hohenhameln
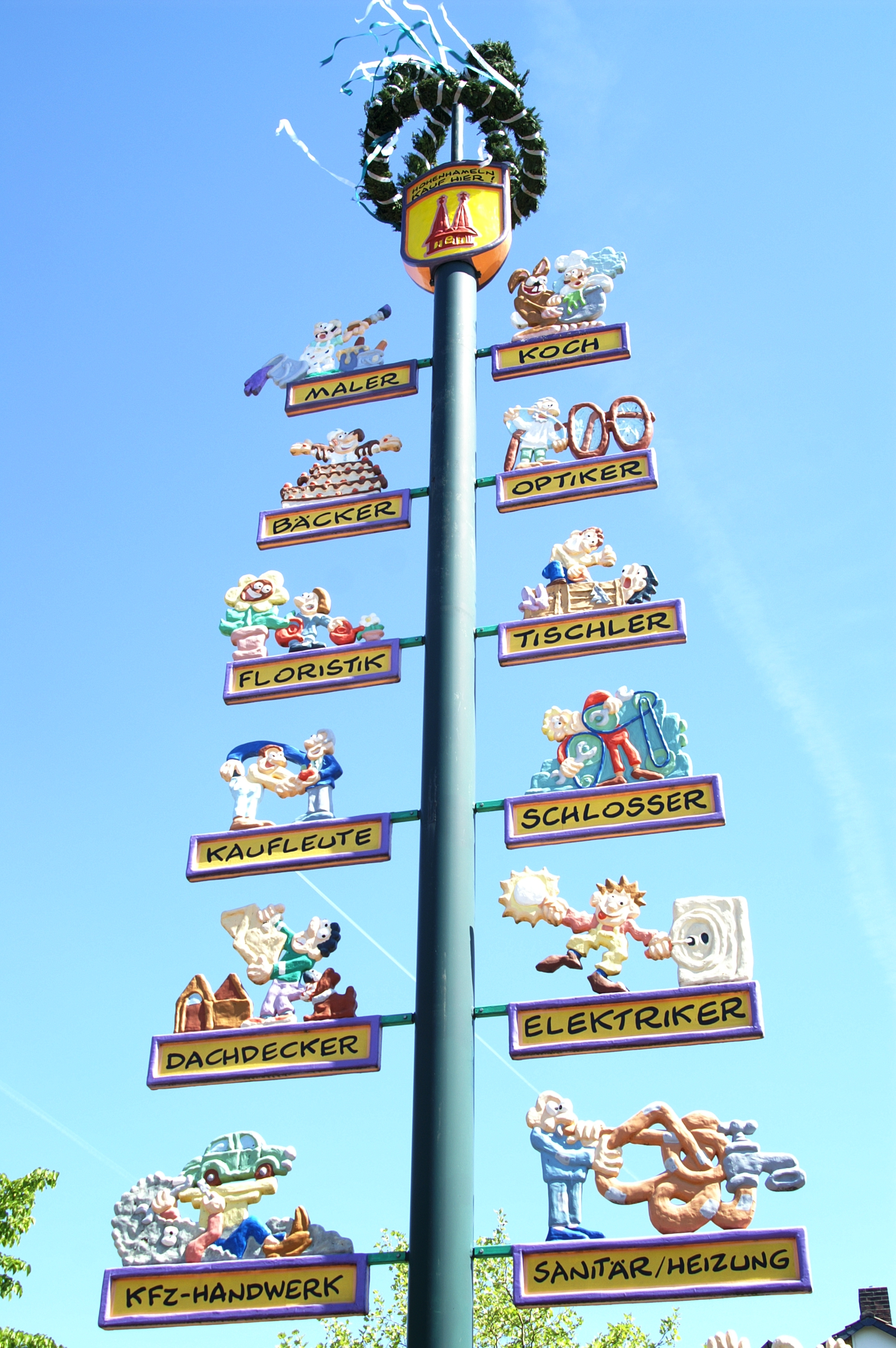
Der Handwerkerbaum steht auf dem Marktplatz und wird im Mai mit der Maikrone geschmückt.
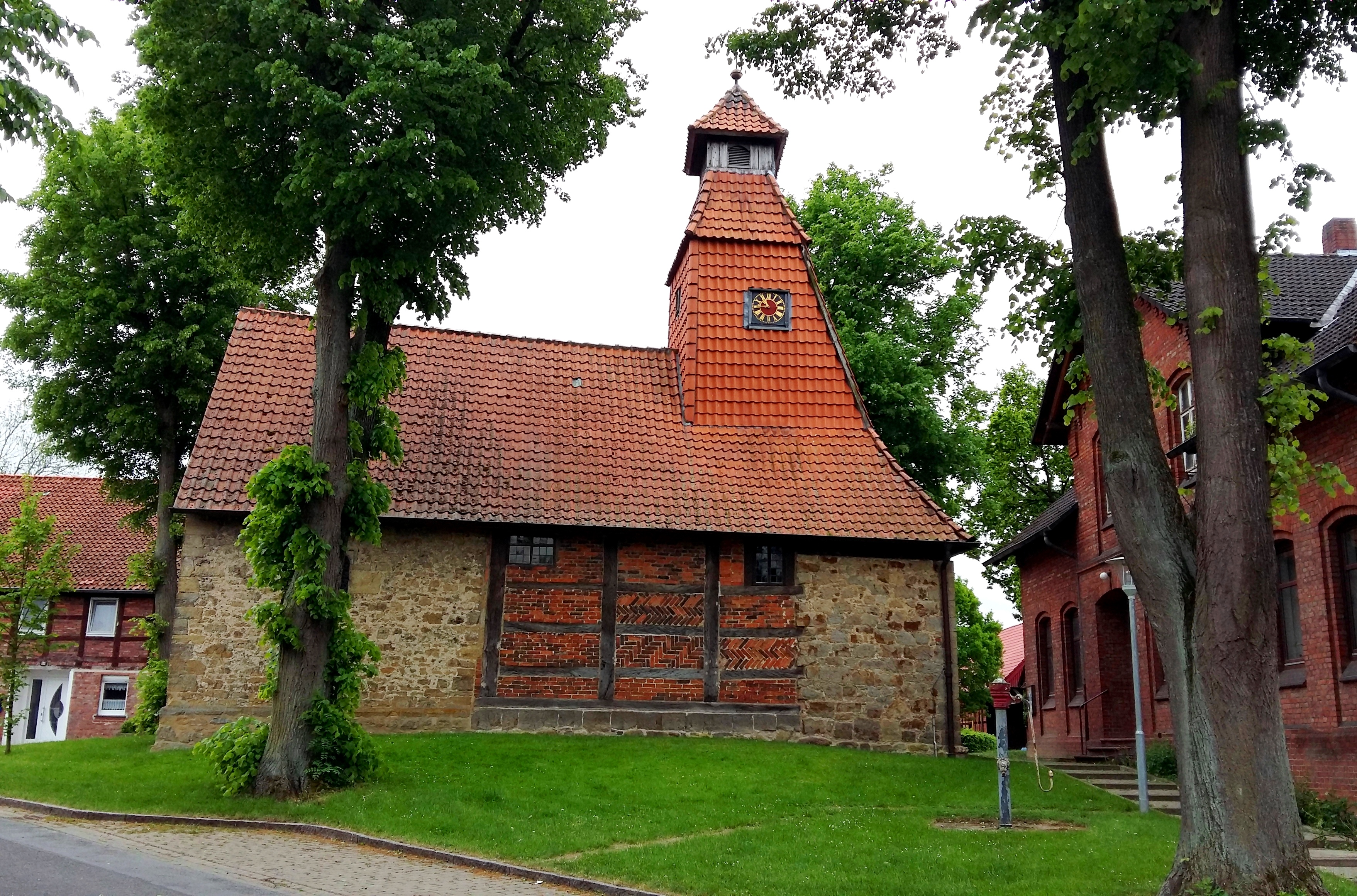
Kapelle im Ortsteil Stedum

### Regelmäßige Veranstaltungen
- 1. Mai: traditionelles Maibaumaufstellen
- Juli: Schützenfest
- September: Seifenkistenrennen
- Samstag vor dem ersten Advent: Hohenhamelner Adventsmeile
- monatlich: Seniorenkino

## Wirtschaft und Infrastruktur

### Unternehmen

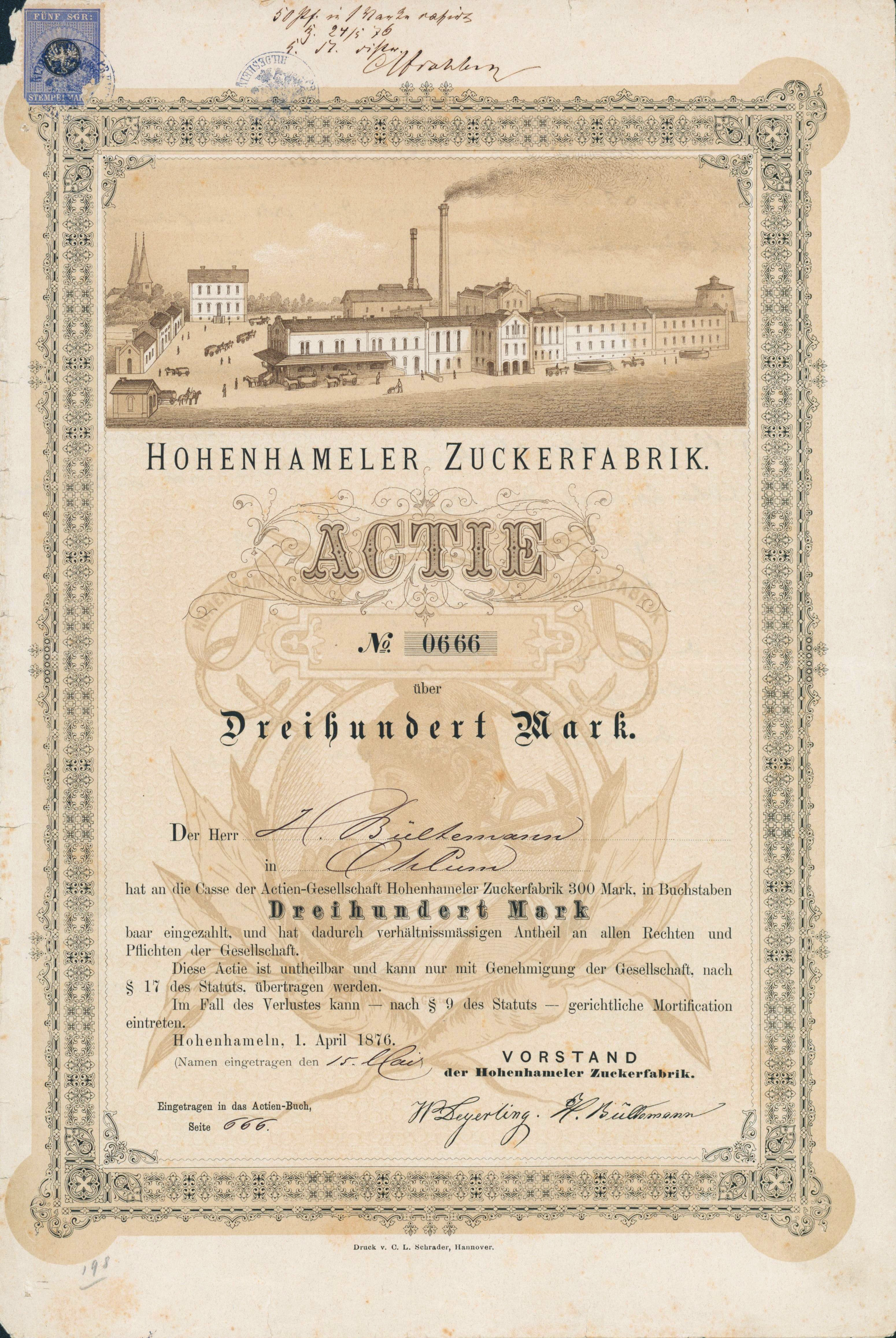
Aktie der Hohenhameler Zuckerfabrik über 300 Mark, ausgegeben am 1. April 1876. 1953 Fusion mit der Zuckerfabrik Lehrte und 1963 stillgelegt.

Im Hohenhamelner Ortsteil Clauen ist eine Zuckerfabrik der Nordzucker AG ansässig. Zur Gemeinde Hohenhameln gehört auch das Kohlekraftwerk Mehrum. Im Ort Hohenhameln hatte das Traditionsunternehmen Steinbach seinen Hauptsitz. Es produzierte Holzgalanteriewaren (unter anderem Nussknacker, Räuchermännchen, Spieldosen etc.) für die Weihnachtszeit und andere Jahreszeiten in Handarbeit. Das verwendete Holz kam vorwiegend aus dem nahegelegenen Hämeler Wald, da sogenanntes Buntholz (Holz von Laubbäumen) bevorzugt wurde. Im Oktober 2015 musste Steinbach Insolvenz anmelden.
Im Ortsteil Stedum-Bekum befindet sich das Abfallentsorgungszentrum (AEZ) des Landkreises Peine mit Recyclinghof, Schadstoffzwischenlager, Sammelstelle für Elektro-Altgeräte sowie Rest- und Sperrmüllannahme.

### Verkehr
Im Straßenverkehr besteht über Gemeindestraßen eine Anbindung an die in Ost-West-Richtung das Ortsgebiet durchlaufende Bundesstraße 65 sowie die Bundesstraße 494, die Hohenhameln mit Peine und Hildesheim verbindet

Der Schiffsverkehr des Mittellandkanales kann am Hafen Mehrum abgefertigt werden.

### Infrastruktur
In Hohenhameln ist die Fachschule für Voltigieren beheimatet.

## Persönlichkeiten
- Carl Grote (1839–1907), Journalist, Zeichner, Illustrator, Holzstecher, Maler und Lithograf
- August Michaelis (1847–1916), Chemiker
- Hermann Knottnerus-Meyer (1875–1945), Kunstmaler und Autor
- Eberhard Stammer (1888–1966), Volkswirt und Diplomat, Politiker
- Wilhelm Schrader (1914–2006), Volkswirt und Diplomat
- Hans-Tewes Schadwinkel (1937–2024), Bildhauer, Sammler und Fachbuchautor
- Gert Lindemann (* 1947), Jurist und Politiker (CDU)
- Hubertus Heil (* 1972), Politiker (SPD)
- Takis Würger (* 1985), Schriftsteller
- Dennis Rathkamp (* 1989), islamistischer Prediger